# Mouddo

Mouddo est un lieu-dit situé dans le Nord de la république de Djibouti, où a été bâtie une école en 1975. Il n'y a pas de village à proximité, les populations des alentours étant essentiellement nomades.

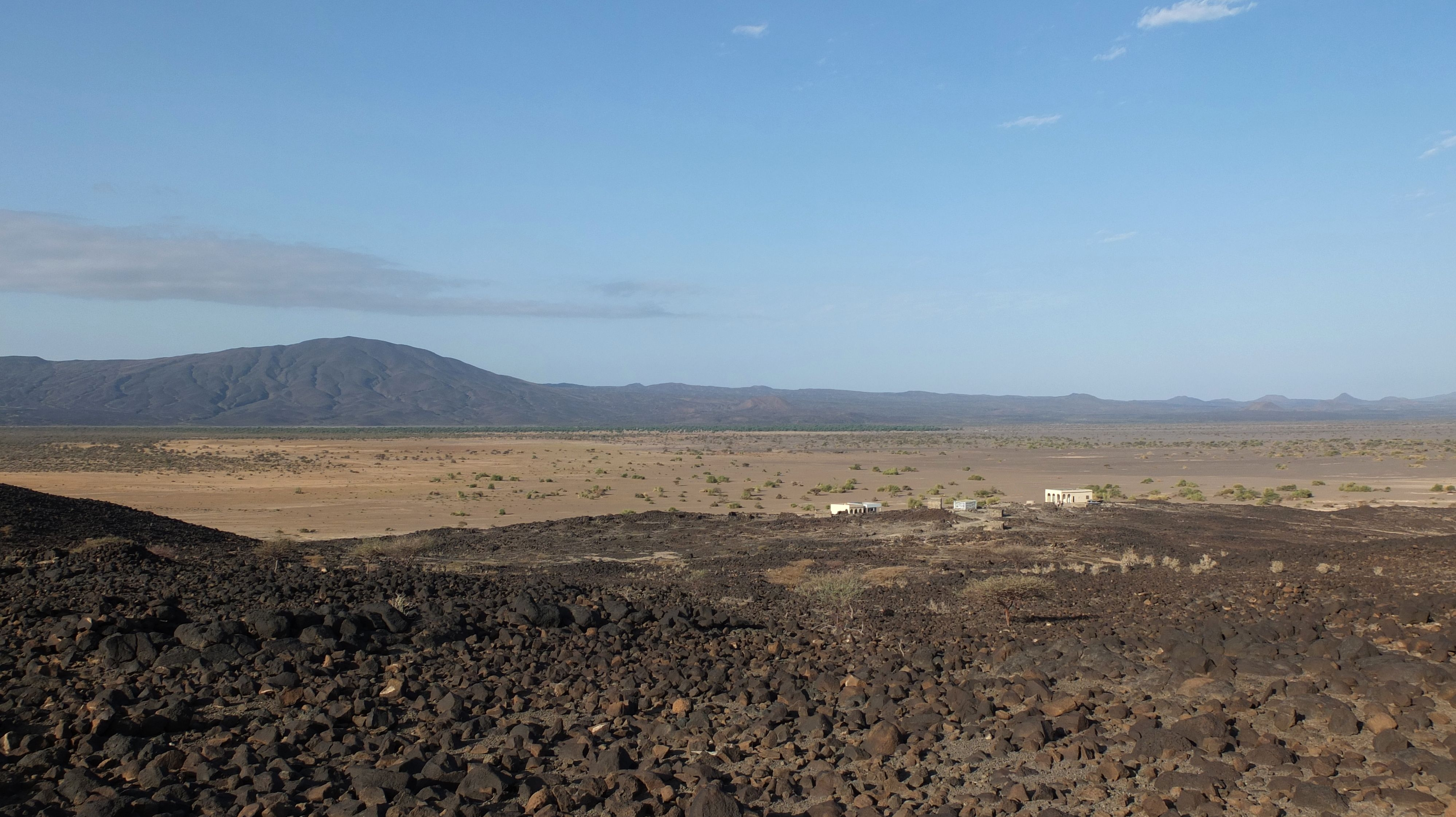
Ecole de Mouddo

Il se situe au pied du Mont Moussa Ali, à 290 m d'altitude, à 25 km de Dorra et à 85 km de Tadjourah (chef-lieu de district).

## L'école
L'école de Mouddo se situe en bordure de la dépression d'Anda
ba, une plaine inondée en cas (très rare) de pluie.
Elle n'a comporté qu'une seule classe jusqu'à la fin des années 1980. Une seconde classe et un dortoir ont alors été construits.
La guerre civile des années 1990 a entraîné la fermeture et la dégradation de l'école, qui n'a été rouverte que dix ans plus tard.
L'école de Mouddo accueille une centaine d'élèves originaires d'Andabba ou du Madgoul.